# Discografie van Frank Klepacki

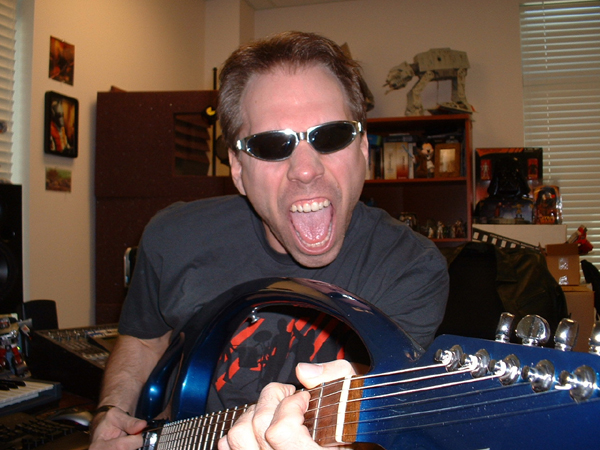
Frank Klepacki in de studio van Petroglyph Games

De discografie van Frank Klepacki omvat werk dat Klepacki gemaakt heeft als componist van muziek voor computerspellen, als drummer van diverse bands en albums die hij onder eigen naam heeft geproduceerd. Klepacki is met name bekend van zijn werk voor de Command & Conquer-serie.

## Games

### EA Los Angeles
| Titel                                    | Uitgebracht |
| ---------------------------------------- | ----------- |
| Command & Conquer: Red Alert 3           | 2008        |
| Command & Conquer: Red Alert 3: Uprising | 2008        |

### Petroglyph Games
| Titel                                          | Uitgebracht |
| ---------------------------------------------- | ----------- |
| 8-Bit Armies                                   | 2016        |
| 8-Bit Hordes                                   | 2016        |
| 8-Bit Invaders!                                | 2016        |
| Battle for Graxia                              | 2012        |
| Coin a Phrase                                  | 2013        |
| Grey Goo                                       | 2015        |
| Guardians of Graxia                            | 2010        |
| Mytheon                                        | 2011        |
| Rise of Immortals                              | 2011        |
| Star Wars: Empire at War                       | 2006        |
| Star Wars: Empire at War: Forces of Corruption | 2006        |
| Panzer General: Allied Assault                 | 2009        |
| Universe at War: Earth Assault                 | 2007        |

### Westwood Pacific
| Titel                                          | Uitgebracht |
| ---------------------------------------------- | ----------- |
| Command & Conquer: Red Alert 2                 | 2000        |
| Command & Conquer: Red Alert 2: Yuri's Revenge | 2001        |

### Westwood Studios

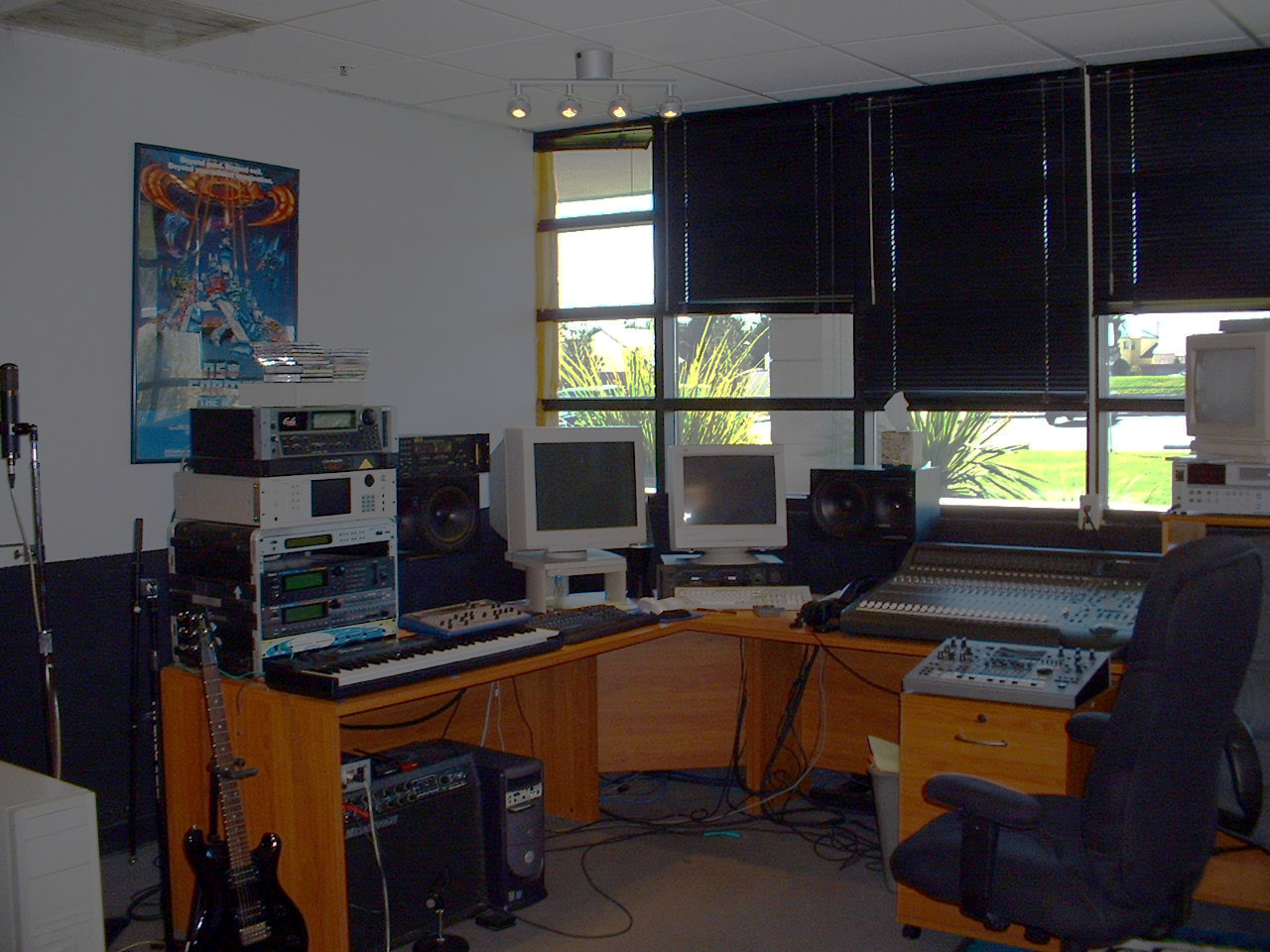
Klepacki's kantoor bij Westwood Studios

| Titel                                           | Uitgebracht     |
| ----------------------------------------------- | --------------- |
| Blade Runner                                    | 1997            |
| Command & Conquer: Tiberian Dawn                | 1995            |
| Command & Conquer: The Covert Operations        | 1996            |
| Command & Conquer: Red Alert                    | 1996            |
| Command & Conquer: Red Alert: Aftermath         | 1997            |
| Command & Conquer: Red Alert: Counterstrike     | 1997            |
| Command & Conquer: Red Alert: Retaliation       | 1998            |
| Command & Conquer: Renegade                     | 2002            |
| Command & Conquer: Sole Survivor                | 1998            |
| Command & Conquer: Tiberian Sun                 | 1999            |
| Command & Conquer: Tiberian Sun: Firestorm      | 2000            |
| DragonStrike                                    | 1992 (NES-port) |
| Dune II                                         | 1992            |
| Dune 2000                                       | 1998            |
| Dungeons & Dragons: Order of the Griffon        | 1992            |
| Dungeons & Dragons: Warriors of the Eternal Sun | 1992            |
| Earth & Beyond                                  | 2002            |
| Emperor: Battle for Dune                        | 2001            |
| Eye of the Beholder II                          | 1991            |
| Lands of Lore                                   | 1993            |
| Lands of Lore 2                                 | 1997            |
| Lands of Lore 3                                 | 1999            |
| Nox                                             | 2000            |
| The Legend of Kyrandia: Fables and Fiends       | 1992            |
| The Legend of Kyrandia: Hand of Fate            | 1993            |
| The Legend of Kyrandia: Malcolm's Revenge       | 1994            |
| The Lion King                                   | 1994            |
| Parker Brother's Monopoly                       | 1995            |
| Pirates: The Legend of Black Kat                | 2001            |
| Young Merlin                                    | 1994            |

## The Bitters
| Titel             | Uitgebracht | Soort         |
| ----------------- | ----------- | ------------- |
| The Bitters       | 2006        | Studioalbum   |
| The bitter bundle |             | Verzamelalbum |
| Grudgement day    | 2008        | Studioalbum   |
| Live in Vegas     | 2012        | Livealbum     |
| Yes is IV         | 2016        | Studioalbum   |

## Face the Funk
| Titel        | Uitgebracht | Soort       |
| ------------ | ----------- | ----------- |
| Here at last | 2012        | Studioalbum |

## Home Cookin'
| Titel              | Uitgebracht | Soort       |
| ------------------ | ----------- | ----------- |
| Mmm, mmm, mmm      | 1997        | Studioalbum |
| Pink in the middle | 2000        | Studioalbum |

## I AM
| Titel          | Uitgebracht | Soort       |
| -------------- | ----------- | ----------- |
| There's a home | 1995        | Studioalbum |

## Solo
| Titel                   | Uitgebracht | Soort       | Hoesontwerp                                            |
| ----------------------- | ----------- | ----------- | ------------------------------------------------------ |
| Awakening of aggression | 2006        | Studioalbum | Sami Sildén                                            |
| Conquering 20 years     | 2012        | Studioalbum | Mark Molnar                                            |
| Digital frontiers       | 2016        | Studioalbum | Mike Doscher                                           |
| Infiltrator             | 2009        | Studioalbum | Tom Szakolczay                                         |
| Morphscape              | 2002        | Studioalbum | Dwight Okahara (fotografie)                            |
| Rocktronic              | 2004        | Studioalbum | Frank Klepacki                                         |
| Transform               | 2018        | Studioalbum | Kevin Prangley                                         |
| Viratia                 | 2009        | Studioalbum | Mark Molnar (hoesontwerp), Kevin Prangley (storyboard) |
| Virtual control         | 2005        | Studioalbum | Sami Sildén                                            |